# ميت حديد
قرية ميت حديد هي إحدى القرى التابعة لمركز منية النصر في محافظة الدقهلية في جمهورية مصر العربية. حسب إحصاءات سنة 2006، بلغ إجمالي السكان في ميت حديد 4086 نسمة، منهم 2133 رجل و1953 امرأة.

## التاريخ
قرية ميت حديد من القرى القديمة، حيث وردت باسم «منية حديد» في أعمال الدقهلية والمرتاحية ضمن قرى الروك الناصري التي أحصاها ابن الجيعان في كتاب «التحفة السنية بأسماء البلاد المصرية». وفي العصر العثماني وردت باسم «منية حديد» في التربيع العثماني الذي أجراه الوالي العثماني سليمان باشا الخادم في عصر السلطان العثماني سليمان القانوني ضمن قرى ولاية الدقهلية، وفي تاريخ 1228هـ/1813م الذي عدّ قرى مصر بعد المسح الذي قام به محمد علي باشا باسم «ميت حديد» ضمن قرى مديرية الدقهلية.